# Cantonul Pessac-2
Cantonul Pessac-2 este un canton din arondismentul Bordeaux, departamentul Gironde, regiunea Aquitania, Franța.

## Comune
| Comune | Populație (1999) | Cod poștal | Cod INSEE |
| ------ | ---------------- | ---------- | --------- |
| Pessac | 56 143 (1)       | 33600      | 33318     |